# Chico Buarque (альбом, 1984)
Chico Buarque — студийный альбом бразильского автора-исполнителя Шику Буарки, выпущенный в 1984 году на лейбле Barclay Records.

## Отзывы критиков
| Оценки критиков                   | Оценки критиков |
| Источник                          | Оценка          |
| --------------------------------- | --------------- |
| The Encyclopedia of Popular Music | [ 1 ]           |

Дэвид Румплер из AllMusic отметил, что это сильный и последовательный сборник самб и баллад в стиле uptempo.

## Список композиций
Слова и музыка всех песен Шику Буарки, за исключением отмеченных.
1. «Pelas Tabelas» — 4:22
2. «Brejo Da Cruz» — 3:34
3. «Tantas Palavras» (Шику Буарки, Домингиньюс) — 3:35 — при участии Домингиньюса
4. «Mano A Mano» (Шику Буарки, Жуан Боску) — 3:53
5. «Samba do Grande Amor» — 2:08
6. «Como Se Fosse A Primavera (Canción)» (Николас Гильен, Пабло Миланес) — 2:03 — при участии Пабло Миланеса
7. «Suburbano Coração» — 2:52
8. «Mil Perdões» — 3:48
9. «As Cartas» — 2:55
10. «Vai Passar» (Шику Буарки, Франсис Име) — 6:14